# Pedro Teixeira
Pedro Teixeira là một đô thị thuộc bang Minas Gerais, Brasil. Đô thị này có diện tích 113,074 km², dân số năm 2007 là 1658 người, mật độ 17,1 người/km².